# Tamarix taklamakanensis
Tamarix taklamakanensis är en tamariskväxtart som beskrevs av M.T. Liu. Tamarix taklamakanensis ingår i släktet tamarisker, och familjen tamariskväxter. Inga underarter finns listade.